# 夏威夷海鰱
夏威夷海鰱（學名：Elops hawaiensis），俗名瀾糟、四破，是輻鰭魚綱海鰱目海鰱科的其中一種。

## 分布
本魚分布於印度太平洋區，包括台灣、韓國、日本、越南、泰國、緬甸、菲律賓、印尼、馬來西亞、新喀里多尼亞、新幾內亞、東加、澳洲、夏威夷群島、薩摩亞群島、法屬玻里尼西亞等海域。

## 深度
水深1至30公尺以上。

## 特徵
本魚體延長而側扁，被圓鱗，發銀色光澤。口大，位於吻端，下頷突出。背鰭稍大於臀鰭，在腹鰭起點略後，最後鰭條不延長。背鰭、臀鰭基底有鱗鞘。體長可達120公分。

## 生態
本魚屬於亞熱帶外洋性洄游魚類。常出現於沙泥底淺水域、河口及內灣，有時會溯游入河川的下游區域。以表層的浮游生物為食，有時亦會食甲殼類及小魚。幼魚至成魚會變態，有稱之為「細頭狹帶型」的幼魚期。

## 經濟利用
食用魚，味道不佳且多刺。但可以製作魚丸,製作過程需要拍打魚體,所以有句俗語"爛糟欠打"意味,要製成魚丸必要先打,比喻:此人生來就欠打.也有戲稱"水裡游的魚丸"